# Bahai-geloof en wetenschap
Een fundamenteel principe van het bahai-geloof is de harmonie tussen religie en wetenschap. Bahai-geschriften verklaren dat ware wetenschap en de ware godsdienst nooit in conflict kunnen zijn. 'Abdu'l-Bahá, de zoon van de stichter van de godsdienst, verklaarde dat religie zonder wetenschap bijgeloof is en dat wetenschap zonder religie materialisme is.
Dit laatste aspect lijkt te suggereren dat de godsdienst altijd moet instemmen met de huidige wetenschappelijke kennis als gezaghebbend, maar sommige bahai-geleerden hebben voorgesteld dat dit niet altijd het geval is. In sommige kwesties maakt het bahai-geloof de conclusies van het huidige wetenschappelijke denken ondergeschikten aan zijn eigen leer, die de religie als fundamenteel waar aanneemt. Dit is omdat, volgens de bahai-visie, de huidige wetenschappelijke opvatting niet altijd juist is, noch is de waarheid alleen beperkt tot wat de wetenschap kan verklaren. In plaats daarvan moet kennis worden verkregen door de interactie van de inzichten verkregen uit openbaring van God en door middel van wetenschappelijk onderzoek.
Een andere bahai-lering, onafhankelijk onderzoek naar de waarheid, maakt ook gebruik van harmonie van wetenschap en religie door te stellen dat ieder individu zich vrij moet maken van alle vooroordelen uit aangeleerd geloof en vervolgens individueel moet zoeken naar de waarheid.
Wetenschappelijke en academische activiteiten worden in de bahai-geschriften aangemoedigd. Zonder een bepaalde school van de geneeskunde te noemen, moedigen de bahai-geschriften de bestudering van geneeskunde aan en leggen de nadruk op de belangrijke bijdragen die zij zal leveren aan de samenleving. Een paar richtlijnen en uitgangspunten zijn vastgelegd in de geschriften. Zo moet iemand die ziek is altijd een arts te raadplegen en de instructies van de arts volgen. 'Abdu'l-Bahá schreef dat in de toekomst bepaalde voeding zal bijdragen tot een verbetering van het algemene welzijn van de mensheid.

## Wetenschappelijke verklaringen van de oprichters
Verschillende wetenschap-gerelateerde verklaringen van de oprichters van het bahai-geloof hebben voor zekere mate van controverse gezorgd, aangezien deze verklaringen niet in overeenstemming zijn met het huidige wetenschappelijke denken. Voor veel bahai-aanhangers is dit echter niet een problematisch punt. Er bestaat een klein aantal beweringen van Bahá'u'lláh van kosmologische aard, maar gezien het geringe aantal ervan en het bestaan van geschriften die de gelovigen verwijzen naar de wetenschap voor het oplossen van deze vragen, zijn deze punten veel minder omstreden in de bahai-gemeenschap dan in veel andere religies.

### Schepping
Bahá'u'lláh schreef in zijn Lawh-i-Hikmat (Tafel van Wijsheid):

Datgene wat bestaat, heeft eerder bestaan, maar niet in de vorm die gij vandaag ziet. De wereld van het bestaan ontstond door de hitte, die werd voortgebracht door de wisselwerking tussen de actieve kracht en datgene, wat haar ontvanger is. Deze twee zijn dezelfde, toch zijn zij verschillend. Zo maakt de Grote Aankondiging u bekend met deze luisterrijke ordening. Al hetgeen de scheppende invloed overbrengt en al hetgeen de impuls ervan ontvangt, wordt werkelijk geschapen door het onweerstaanbare Woord van God, dat de Oorzaak is van de gehele schepping, terwijl al het andere buiten Zijn Woord slechts de schepselen en de resultaten daarvan zijn.

De theorie van de 'actieve kracht" en haar "ontvanger" vindt zijn oorsprong in de klassieke griekse en islamitische filosofie en is gerelateerd aan de vier elementen en archetypen of essenties der dingen. De schepping is tot stand gekomen door middel van deze twee krachten, die werden gecreëerd door het woord van God. 'Abdu'l-Bahá verklaart dit nader, waarbij hij deze krachten beschrijft als respectievelijk geest en materie. Deze krachten kunnen ook geest en ziel, vader en moeder, vorm en stof genoemd worden.

### Evolutie
Het concept van de oorsprong van de mens heeft een spanningsveld gecreëerd tussen wetenschap en religie. Culturen die sterk worden beïnvloed door monotheïstische religies hebben de overtuiging dat de mens is geschapen door God. Charles Darwins evolutietheorie spreekt, in de ogen van veel wetenschappers en religieuze aanhangers, de scheppingstheorie tegen. Wetenschappers beweren dat evolutionaire theorieën afdoende verklaringen geven voor het bestaan van leven en dat de krachten van de natuur van de werking van de natuur uitleggen, en dat er daarom geen dwingende reden voor het geloof in God.
Met betrekking tot evolutie en de oorsprong van de mens gaf 'Abdu'l-Bahá uitvoerig commentaar toen hij westers publiek toesprak in het begin van de 20e eeuw. Hij beschrijft dat de menselijke soort zich geleidelijk heeft ontwikkeld - wat volgens Mehanian en Friberg consistent is met de wetenschappelijke evolutietheorie - en dat dit ontwikkelingsproces de uitwerking is van een goddelijke scheppende kracht.

### Het bestaan van ether
Ether, een stof die in de late 19de eeuw gezien werd als het medium voor de voortplanting van licht. Het Michelson-Morley-experiment in 1887 was een poging om het bestaan van ether te bewijzen, maar het experiment mislukte. Verdere ontwikkelingen in de moderne fysica, met inbegrip van de algemene relativiteitstheorie, de kwantumveldentheorie en snaartheorie gaan er allemaal van uit dat ether niet bestaat, en tegenwoordig wordt het concept gezien als achterhaalde wetenschappelijke theorie.
Ether werd oorspronkelijk voorgesteld als een ongedefinieerd medium voor de voortplanting van licht en aanhangers van de ether-theorie beweren dat Einsteins theorie geen rekening houdt met de golf-achtige aard van licht door de veronderstelling dat er geen medium bestaat.
'Abdu'l-Bahá's verwijzing naar het ether-concept in een van zijn toespraken - onder zijn toehoorders waren wetenschappers van die tijd - is de bron van enige controverse. In het hoofdstuk in 'Abdu'l-Bahá's Beantwoorde Vragen waarin ether wordt genoemd wordt onderscheid gemaakt tussen zaken die "waarneembaar voor de zintuigen" zijn en zaken die "werkelijkheden van het intellect" zijn en niet waarneembaar voor de zintuigen. Volgens 'Abdu'l-Bahá hoort "etherische materie", waaronder warmte, licht en elektriciteit, bij de tweede groep van dingen die niet waarneembaar zijn voor de zintuigen, en zijn dit begrippen die op intellectueel niveau zijn aangenomen om bepaalde verschijnselen uit te leggen. Het Universele Huis van Gerechtigheid verwijst naar `Abdu'l-Bahá's gebruik van het woord ether dat later, toen wetenschappers het fysieke bestaan van 'ether' niet experimenteel konden bewijzen, zij andere intellectuele concepten construeerden om dezelfde verschijnselen uit te leggen, wat in overeenstemming is met 'Abdu'l-Bahá's categorisering van ether.
Robin Mishrahi schrijft in zijn artikel "Ether, Quantum Physics and the Bahá'í Writings" dat het gebruik van het woord waarschijnlijk te wijten is aan het feit dat de taal van de moderne kwantummechanica op dat moment nog niet bestond, en de gebruikte woorden tegenhangers waren in de toenmalige wetenschappelijke literatuur.

### Kernenergie
Bahá'u'lláh schreef:

In alle aangelegenheden is gematigdheid wenselijk. Als iets bovenmatig wordt doorgevoerd, zal het een bron van kwaad blijken te zijn. ...Vreemde en wonderbaarlijke dingen bestaan er in de aarde, maar deze zijn verborgen voor het verstand en het begrip der mensen. Deze dingen zijn in staat de gehele atmosfeer der aarde te veranderen en de besmetting ervan zal dodelijk blijken te zijn...

Sommigen zien dit als een verklaring over de ontdekking van kernenergie en het gebruik van nucleaire wapens.

### Transmutatie van elementen
In 1873 schreef Bahá'u'lláh in de Kitáb-i-Aqdas over de tekenen voor de komst van de volwassenwording van het menselijk ras. Het tweede teken verwijst naar het ontstaan van een "goddelijke filosofie" die de ontdekking van een radicale benadering van de transmutatie van elementen zal omvatten:

Overdenkt de twijfels welke zij die zich gelijkstelden met God hebben gezaaid in het hart der mensen van dit land. "Is het ooit mogelijk", vragen zij, "dat koper kan worden omgezet in goud?" Zeg: Ja, bij mijn Heer, het is mogelijk. Het geheim ervan ligt evenwel in Onze Kennis verborgen. Wij zullen het onthullen aan wie Wij wensen. Al wie Onze macht in twijfel trekt, laat hij de Heer zijn God vragen, opdat Hij hem het geheim zal onthullen en hem overtuigen van de waarheid ervan. Dat koper in goud kan worden veranderd is op zichzelf een voldoende bewijs dat goud evenzo veranderd kan worden in koper, wanneer zij behoren tot hen die deze waarheid kunnen begrijpen. Van ieder mineraal kan de dichtheid, vorm en substantie worden verkregen van elk ander mineraal. De kennis daarvan ligt bij Ons in het Verborgen Boek.

### Leven op andere planeten
Bahá'u'lláh schreef:

Weet dat iedere vaste ster haar eigen planeten heeft en iedere planeet haar eigen schepselen wier aantal geen mens kan berekenen.

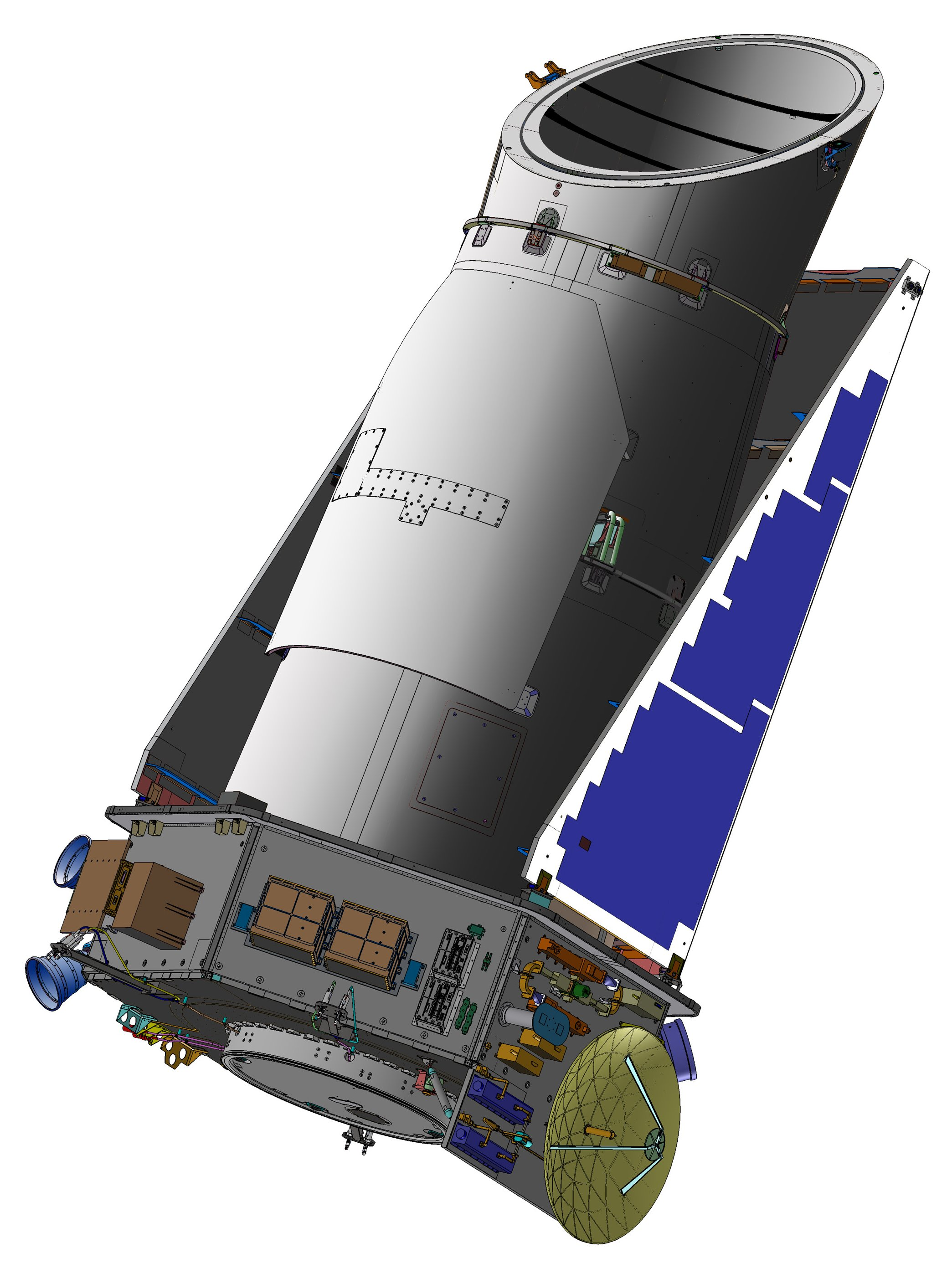
Kepler Space Observatory - een satelliet die ontwikkeld is door NASA om planeten die net als de Aarde bewoonbaar kunnen zijn op te sporen.

Het idee dat elke ster planeten heeft is niet erg controversieel. "Planeet" wordt in de Van Dale gedefinieerd als: "hemellichaam dat om de zon draait." De zonnenevel-theorie beschrijft dat elke ster zich vormt met materiaal eromheen cirkelend.
Op het eerste gezicht, waarbij schepselen gezien wordt in de zin van levende wezens, wordt deze verklaring tegengesproken door de huidige kennis van de astrobiologie. Leven, zoals momenteel bekend, kan niet ontstaan op een wereld waar vloeibaar water ontbreekt, hoewel er enkele theorieën bestaan op het gebied van grootschalige en duurzame levensvormen of alternatieve biochemie.
Er zijn weinig bahai-bronnen over dit onderwerp. Shoghi Effendi schreef in een brief:

... De schepselen waarover Bahá'u'lláh schrijft dat zij te vinden in elke planeet kunnen niet worden beschouwd als noodzakelijkerwijs hetzelfde of verschillend van menselen op deze aarde. Bahá'u'lláh vermeldt niet specifiek of deze schepselen wel of niet op ons lijken. Hij verwijst eenvoudigweg naar het feit dat er schepselen in elke planeet zijn. Het blijft voor de wetenschap om op een dag de exacte aard van deze schepselen te ontdekken.

Over hetzelfde onderwerp schrijft het Universele Huis van Gerechtigheid:

Zoals u terecht opmerkt, bevestigt Bahá'u'lláh dat iedere vaste ster zijn planeten heeft, en elke planeet zijn eigen schepselen. Het Huis van Gerechtigheid verklaart echter dat het niets heeft ontdekt in de bahai-geschriften dat zou kunnen wijzen op de mate van ontwikkeling die dergelijke schepselen zouden kunnen hebben bereikt.

De term "schepsel" wordt ook elders in de bahai-geschriften gebruikt 'Abdu'l-Bahá, waarbij hij verwijst naar mineralen, planten, dieren en mensen.